# Withee (thị trấn), Wisconsin
Withee là một thị trấn thuộc quận Clark, tiểu bang Wisconsin, Hoa Kỳ. Năm 2010, dân số của thị trấn này là 947 người.